# Wybory prezydenckie w Stanach Zjednoczonych w Kalifornii w 2008 roku
Wybory prezydenckie w Stanach Zjednoczonych w Kalifornii w 2008 roku – odbyły się 4 listopada 2008 jako część 56. wyborów prezydenckich, w których wzięło udział wszystkie 50 stanów oraz Dystrykt Kolumbii.
Wyborcy w Kalifornii wybrali elektorów, aby reprezentowali ich w głosowaniu powszechnym w kolegium elektorskim.
Kalifornia została zdobyta przez kandydata demokratów Baracka Obamę z przewagą 24,1%.
| 2004← 4 XI 2008 →2012 |                                                                                        |                                                                                       |
| --- | -------------------------------------------------------------------------------------- | ------------------------------------------------------------------------------------- |
| - Kandydat na prezydenta - Partia polityczna - Stan macierzysty - Kandydat na wiceprezydenta - Głosy elektorskie - Głosy powszechne - Wyniki procentowe | - Barack Obama - Partia Demokratyczna - Illinois - Joe Biden - 55 - 8 274 473 - 61,01% | - John McCain - Partia Republikańska - Arizona - Sarah Palin - 0 - 5 011 781 - 36,95% |